# Вайолет Кікерс
«Вайолет Кікерс» (англ. Violet Kickers Football Club) — ямайський футбольний клуб з міста Монтего-Бей, виступає в Західній конференції Суперліги Ямайки (другий дивізіон національного чемпіонату).

## Історія
У сезонах 1993/94 та 1995/96 років команда вигравала Національну Прем'єр-лігу Ямайки, проте після цього покинув вищий дивізіон і з тих пір жодного разу не грав в елітному дивізіоні ямайського чемпіонату.
У сезоні 2000/01 років виступав під назвою «Маунт-Салем» в Національній А-Лізі, а в сезоні 2004/05 років спробували грати під історичною назвою. Проте в зв'язку зі зміною назви Федерація футболу Ямайки (JFF) заявила, що жодна команда не має право використовувати цю назву протягом найближчих трьох років.

## Досягнення
- Національна Прем'єр-ліга Ямайки
  -  Чемпіон (2): 1993/94, 1995/96